# Telescopio Hale
Il telescopio Hale è il più grande telescopio all'osservatorio Palomar. Il telescopio di 5 metri (200 pollici) è intitolato a George Ellery Hale. Hale diresse la costruzione dei telescopi all'osservatorio di Monte Wilson che fu dotato di un telescopio di 1,5 metri (60 pollici) nel 1908 e di un telescopio di 2,5 metri (100 pollici) nel 1917. Questi telescopi ebbero molto successo, dando un notevole contributo alla comprensione  della scala dell'Universo negli anni venti, e dimostrando a persone come Hale l'importanza di avere specchi collettori sempre più grandi.

## Storia

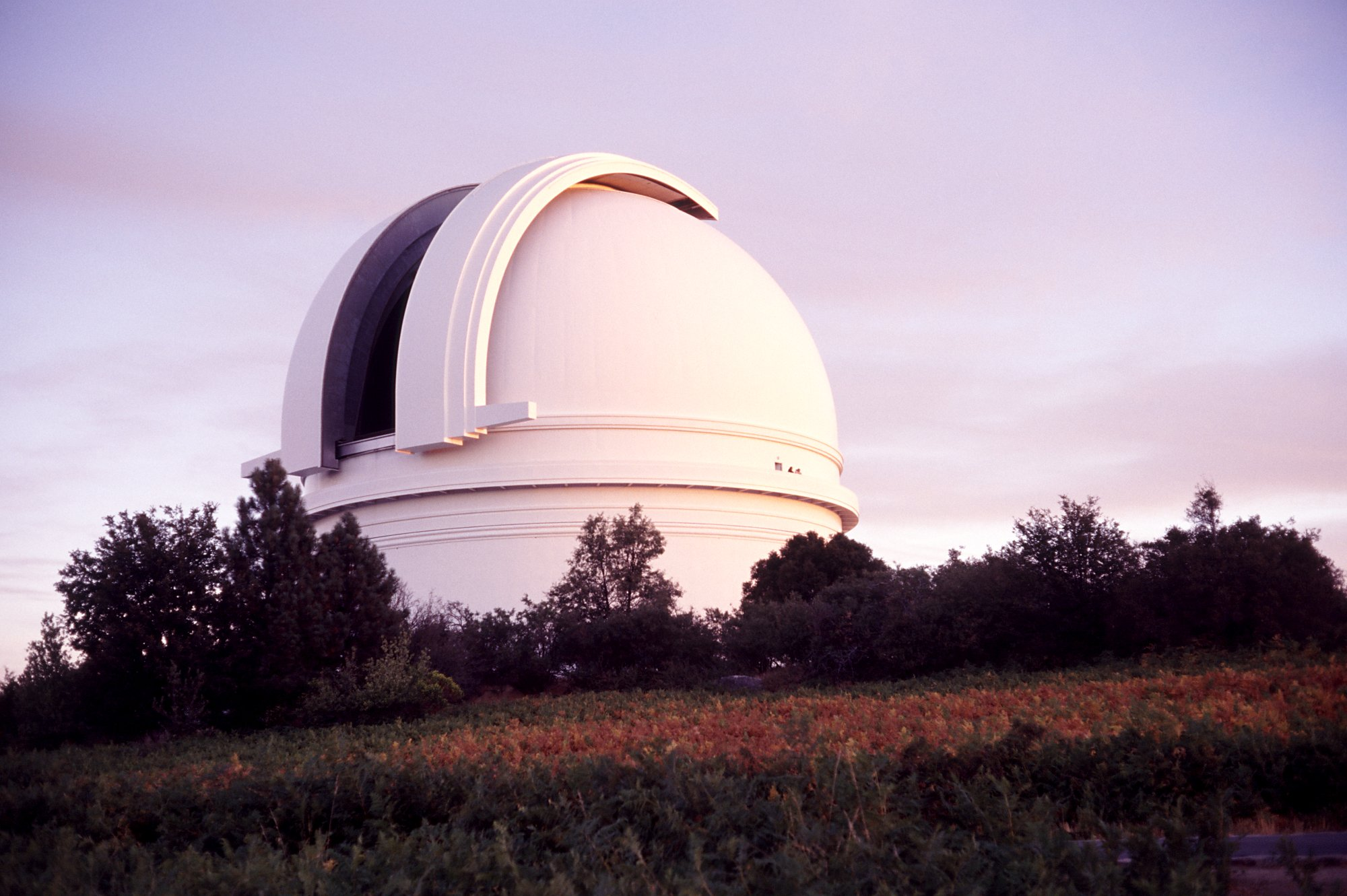
La cupola del telescopio Hale

Nel 1928 Hale ottenne dalla Rockefeller Foundation un finanziamento di 6 milioni di dollari per  "la costruzione di un osservatorio, dotato di un telescopio riflettore di 200 pollici" che sarebbe stato gestito  dal California Institute of Technology (Caltech), di cui Hale era un membro fondatore. Nei primi anni trenta Hale selezionò un sito, a quota 1700 metri (5600 piedi), sul monte Palomar presso la contea di San Diego in California, come il miglior sito degli Stati Uniti, meno disturbato dal crescente inquinamento luminoso dei grandi centri urbani come Los Angeles. La costruzione del grande specchio di 5 metri fu affidata alla Corning Glass Works, che utilizzò un nuovo tipo di vetro, il  Pyrex. La costruzione dell'osservatorio iniziò nel 1936, ma a causa della seconda guerra mondiale, il telescopio non fu completato prima del 1948.
Il Telescopio Hale di 5 metri è rimasto il telescopio più grande al mondo, fino all'entrata in funzione del telescopio russo BTA-6 nel 1976. Ancora oggi è attivamente utilizzato dagli astronomi per attività scientifiche coordinate dal Caltech, dalla Cornell University e dal Jet Propulsion Laboratory. Attualmente è equipaggiato con sensori nell'ottico e nell'infrarosso, di spettrografi, e di un avanzato sistema di ottica adattiva per ridurre gli effetti della turbolenza atmosferica.
Per il telescopio Hale è in fase di perfezionamento uno spettrofotometro, DARKNESS (DARK-speckle Near-infrared Energy-resolved Superconducting Spectrophotometer) altamente sofisticato. DARKNESS è uno spettrografo a campo integrale che consente di acquisire migliaia di frame al secondo senza alcun rumore in lettura o corrente scura, che sono tra le principali fonti di errore in altri strumenti. Lo strumento, dotato di un altissimo contrasto, dovrebbe consentire di visualizzare esopianeti 100 milioni di volte più deboli della propria stella.

## Visualizzazione di piccoli esopianeti in modo diretto

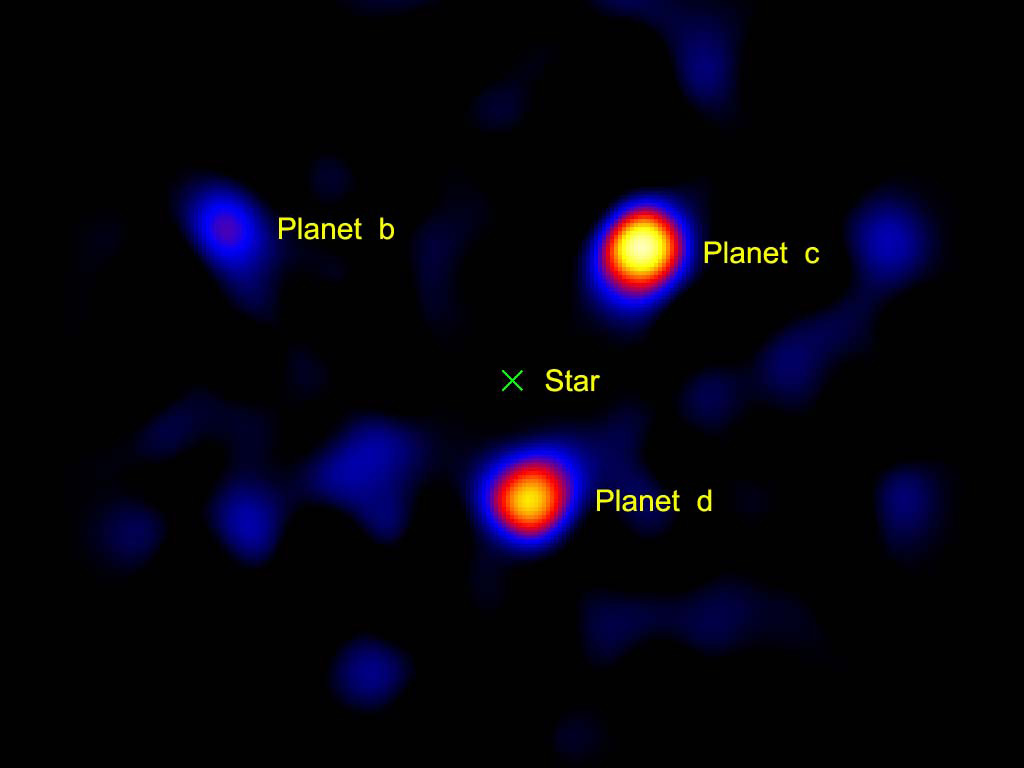
Immagine diretta di esopianeti attorno alla stella HR 8799, ottenuta grazie all'utilizzo di un coronografo "a vortice" ("vortex coronograph") installato su una porzione larga 1,5 m del telescopio Hale

Fino all'anno 2010 i  telescopi potevano rilevare gli esopianeti come immagine diretta in circostanze eccezionali. Specificamente, è più facile ottenere immagini quando il pianeta è particolarmente grosso (considerevolmente maggiore rispetto a Giove), quando è ampiamente separato dalla sua stella madre, e quando è così caldo da emettere intense radiazioni infrarosse. Ma nel 2010 un team del Jet Propulsion Laboratory dimostrò che un coronografo a vortice poteva permettere ai piccoli telescopi di raggiungere la visualizzazione diretta dei pianeti. Questo è stato possibile grazie alla rielaborazione delle immagini dei pianeti della stella HR 8799 (già fotografati in precedenza), utilizzando una piccola porzione del telescopio Hale, larga soltanto 1,5 m.